# 1978年伊豆大島地震
1978年伊豆大島地震 (日語：伊豆大島近海の地震) 是指1978年1月14日发生于日本伊豆大島近海的一场地震。该次地震震中位于，震级为M7.0级，震源深度0千米，最大震度5。此次地震造成25人死亡，211人受傷。

## 外部連結
- 1978年伊豆大島近海地震調査報告PDF

34°46.0′N 139°15.0′E / 34.7667°N 139.2500°E